# Irnerius

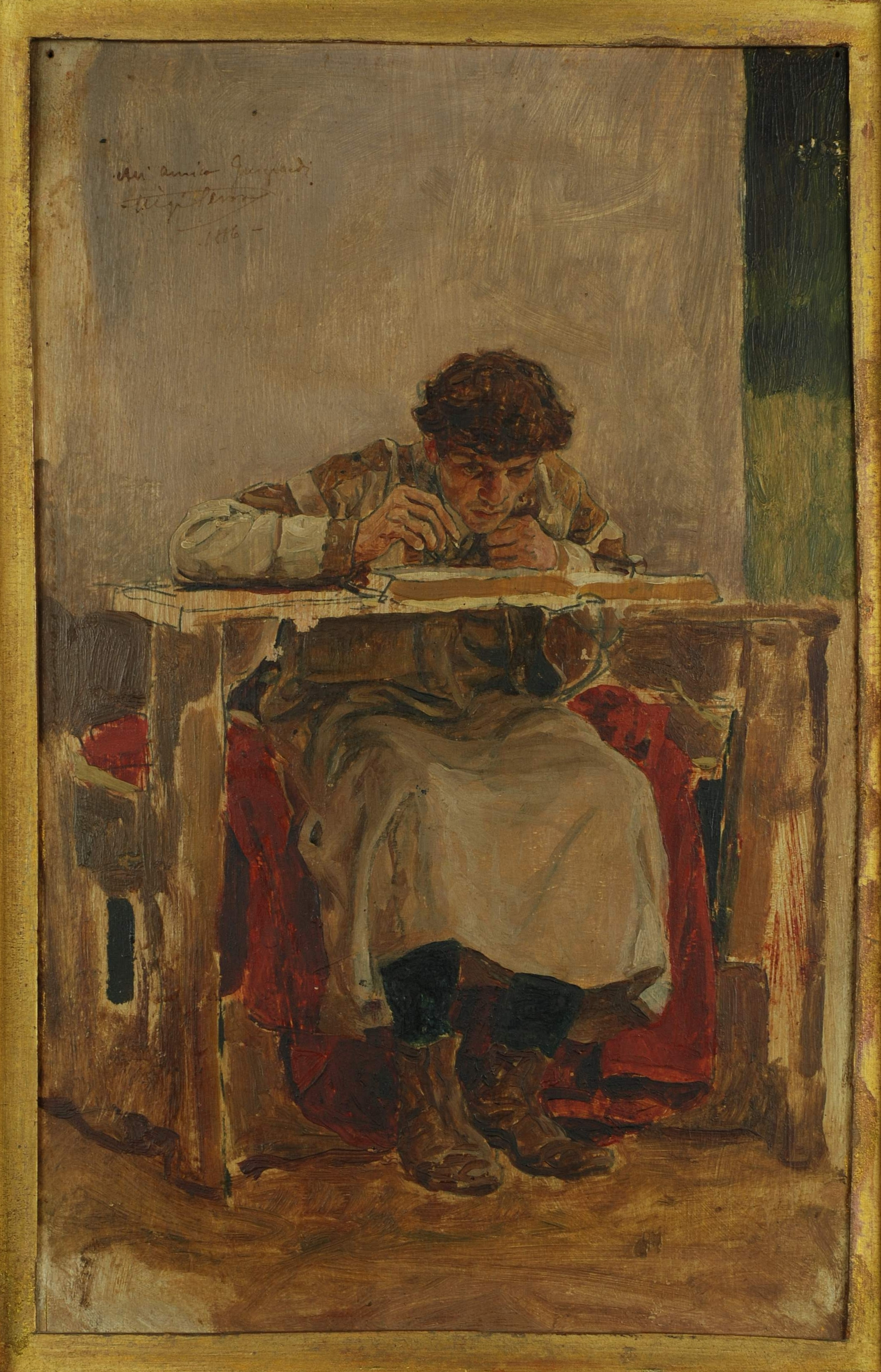
Irnerius

Irnerius van Bologna (ook wel Wernerius, Vernerius, Warnerius, Vuarnerius of Gernerius) (ca. 1050 - ca. 1140) is een zeer invloedrijk middeleeuws jurist. Hij was de oprichter van de beroemde glossatorenschool, hetgeen wordt gezien als het begin van de  universiteit van Bologna. Irnerius droeg de bijnaam lucerna iuris: lantaarn van het recht.
Met de herontdekking van de Littera Florentina, een oud handschrift dat de Digesten (onderdeel van het Corpus Iuris Civilis), bevatte, werd de studie van het Romeins recht mogelijk. Irnerius was de eerste die het handschrift van uitgebreid glossencommentaar voorzag. 
Hij was als magister artium werkzaam aan de jonge universiteit van Bologna. Tot zijn eerste leerlingen behoorden de vier doctores Bulgarus, Martinus, Jacobus en Hugo, die keizer Frederik Barbarossa adviseerden op de rijksdag van Roncaglia bij Piacenza. Later volgden de postglossatoren (consiliatores), onder wie Baldus de Ubaldis en Bartolus de Saxoferrato.
Er bestaat een omstreden theorie die beweert dat Irnerius een belangrijk jurist was aan het hof van keizer Hendrik V die weliswaar aan de universiteit van Bologna onderwees, maar die na zijn dood een grotere rol werd toegeschreven dan hij eigenlijk gespeeld had.